# Lalapaşa (district)
Lalapaşa is een Turks district in de provincie Edirne en telt 8.406 inwoners (2007). Het district heeft een oppervlakte van 462,8 km². In het district ligt ook het dorp Hamzabeyli, een doorgang op de Grens Bulgarije-Turkije. 
De bevolkingsontwikkeling van het district is weergegeven in onderstaande tabel.
| 1997   | 2000   | 2007  |
| ------ | ------ | ----- |
| 10.741 | 10.154 | 8.406 |